# 拉丁美洲文学爆炸
拉丁美洲文学爆炸（西班牙語：Boom Latinoamericano）是一场发生在1960年代至1970年代之间的文学运动，期间大批拉丁美洲作家的作品從欧洲開始風行至全世界。这些作家受到欧洲和北美现代主义的影响，同时也秉承了拉美先锋运动的衣钵，挑戰拉丁美洲文學的传统套路。其作品带有实验性质且十分政治化，评论家杰拉德·马丁甚至將這場文學運動對1960年代全球南方的影響與古巴革命相提並論。
爆炸時期作家能夠被國際認可，除了對政治局勢的批判外，很大程度归功于他们在當時的文學中心——欧洲出版並獲得海外受眾。

## 政治背景
在1950到1975年间拉美发生了剧变，文学创作日益贴近社會與歷史，小说家的自我定位亦随之变化。都市化、中产阶级崛起、古巴革命、进步联盟、拉美国家间交流增加、大众媒體發展、對欧洲及美国的關注，上述條件都促成了文學爆炸發生。
1960及1970年代，冷战將拉丁美洲推向資本與共產的角力尖峰口，许多国家都由军事独裁政权统治，这种動盪不安的政治气候醞釀了大量的創作。1959年古巴革命以及之後的猪湾事件被視為这时代的开端。1962年的古巴导弹危机、1973年智利民选总统萨尔瓦多·阿连德遭皮诺切特推翻、1970年代肮脏战争中美國支持的秃鹰行动造成大批阿根廷公民失踪、城市游击队持续暴力斗争、阿根廷和乌拉圭發生血腥镇压、哥伦比亚長期武力冲突，以上種種使作家们在作品里猛烈控訴現實世界。國際也因古巴革命成功開始注意這些美洲作家，使他們的作品得以大量在海外出版，成为现在被称为文学爆炸的现象。
文學爆炸前期的作家大多都樂觀看待古巴革命，但後期古巴政府越發強硬的態度也被視為終結了文學爆炸。1971年，古巴诗人赫伯托·帕迪拉因作品被視為具有＂反革命＂思想遭逮捕並被迫發表自我批評。此案引发的愤怒終結了拉美知识分子對古巴革命的支持與嚮往，某些觀點认为帕迪拉事件預言了文学爆炸的衰落。

## 文學背景與演變
1950年，美洲的西班牙語文學並不受重視，巴黎和纽约才是当时文学世界的中心。雖然爆炸時期的寫作題材很大程度襲承自1920年以來的拉美本土小說，爆炸作家們還是自稱為＂文学史的孤兒＂（沒有前輩可參照），因為他們也革新了拉丁美洲的寫作傳統，在此之前拉美作者缺乏可參考的寫作模式串聯歐洲的前衛文學風格。到了70年代，拉美文學已經在爆炸運動中反過來影響世界其他地區的讀者，發揚新的小说美学和文体特征。
拉美本土的現代文学最早由背离欧洲文学传统的现代主义者如何塞·马蒂、鲁文·达里奥等人開始，並被革命思潮引起的先鋒運動帶動。拉美文學早期以现实主义為主，小说具有存在主义的悲观色彩，人物性格刻劃豐滿並具有令人悲叹的命运，叙事简单明了。文學爆炸前的拉美文學家還包括豪尔赫·路易斯·博尔赫斯、阿莱霍·卡彭铁尔、米格尔·安赫尔·阿斯图里亚斯、胡安·卡洛斯·奥内蒂（1939《井》）、埃內斯托·薩巴托（1948《隧道》）以及胡安·鲁尔福（他們的作品在文學爆炸後重新被討論與重視）。
1960年代，拉美文学语言开始愈加宽松，變得忧郁、波普、都市化，人物刻画更加复杂化，叙事顺序变得错综，读者能夠主動參與文本解讀。大多数评论家都同意文学爆炸始自1960年代，但对于哪部作品应该被当成爆炸时期的首部小说，则是有所争议。胡利奥·科塔萨尔的《跳房子》（1963）、巴尔加斯·略萨的《城市与狗》、奥古斯托·罗亚·巴斯托斯的《人之子》甚至追溯到米格尔·安赫尔·阿斯图里亚斯《玉米人》（1949）或《总统先生》（1920年開始創作，1946年發表）都在候選之列。
欧洲现代主义小说家如詹姆斯·乔伊斯和西班牙《先鋒報》的拉美裔專欄作家也影响了文学爆炸，伊莉莎白·科羅德·馬丁尼茲（Elizabeth Coonrod Martinez）甚至认为先鋒報作者才是文学爆炸真正的先驅，他们比博尔赫斯等人更早創作新穎與實驗性的小说。雖然脈絡可追溯回1920年代的先锋运动，爆炸时期的作家宣称他们没有效仿任何先前的本土作者，而更推崇普鲁斯特、乔伊斯、托马斯·曼、萨特等歐洲作家；他们需要发出屬於拉丁美洲的声音，虽然他们对追求土著主义、克里奥尔主义、新世界主义的、當時已成名的美洲西語作家不以为然。
文学爆炸晚期，小說對政治的批判和探索不再流行，这时语言達到了前所未有的精緻，小说家们进一步反思創作，小说中的小说（即超小说）大行其道。這種小說具有明顯的后现代主义風格，万事万物都一样成为可能的但也是无关紧要的。

## 特点
爆炸时期的小说本质上是现代主义小说。他们将时间作非线性处理，经常使用多重观点的叙述者，並且使用很多新词、双关语，甚至猥褻的语言。关于文学爆炸的语言风格，蒲柏写道：“通过对不同观点的立体式重叠，它使得时间和线性的事件成为可疑，并在结构上颇为复杂。这些小说在语言上亦充满自信，经常毫无解释的大量使用本土语言。” 文学爆炸其他令人矚目的特征，包括对“乡村和城市背景”两者均有涉及、国际化、既强调历史和政治、又“与质疑国家身份同样的（或更加）质疑地域性；熟稔南半球乃至整个世界的经济和意识形态理论；以及紧跟时代潮流。”爆炸文学打破了幻想与世俗的界线，创造出一种新的混和的写实主义。文学爆炸的作家之中，加西亞·馬奎斯被視為魔幻现实主义的代表作家，其代表作《百年孤独》的出版使这种写作手法风行一时。

### 魔幻现实主义
在《文学的终结》中，對於魔幻现实主义，Brett Levinson写道“近来拉丁美洲文学的关键美学模式越来越趋于形式主义…当拉丁美洲的历史在说明自己的起源上显得无能为力时，这种无能照例…显示出对神话的渴求：以种种传奇来逃避历史叙事、解释历史的开端。”印度群岛的编年史家们关于奇异“新世界”的描写，以及关于征服陌生新大陆的记述，被当成历史所接受。这些通常是幻想的故事促使产生一种新美学，后来演变为魔幻现实主义以及（按照阿莱霍·卡彭铁尔的观点）超自然现实主义（lo real maravilloso）。这些艺术化、虚幻的东西被像现实和世俗的事物那样对待。小说情节往往是基于真实体验，但混合了奇异、幻想和传奇的元素，神话的人物，不确定的背景；人物角色看起来是真实存在的，但现实、想象以及虚无在他们身上纠缠不清。

### 历史小说
爆炸时期小说非常關注歷史，独裁者小说是其中的一个典型范例。这类小说經常以古諷今，比如罗亚·巴斯托斯的《我，至高无上》，描写的是19世纪巴拉圭德·弗朗西亚的独裁统治，却出版于斯特罗斯纳政权如日中天时。Frederick M. Nunn評論“爆炸时期的小说家展示了对体裁的精妙把握，以标新立异的手法描写平行的历史。他们积极参与拉美地区关于文化和政治的争论中，并质疑历史的价值和真正意义。”

## 主要作家
文学爆炸到底包括哪些作家曾被广泛争论，现在也没有定论。一部分作家发挥了广泛而无可置疑的影响力。虽然许多其他作家的名字可能会被列举出来，下面几位作家绝不会被人忽略：

### 科塔萨尔

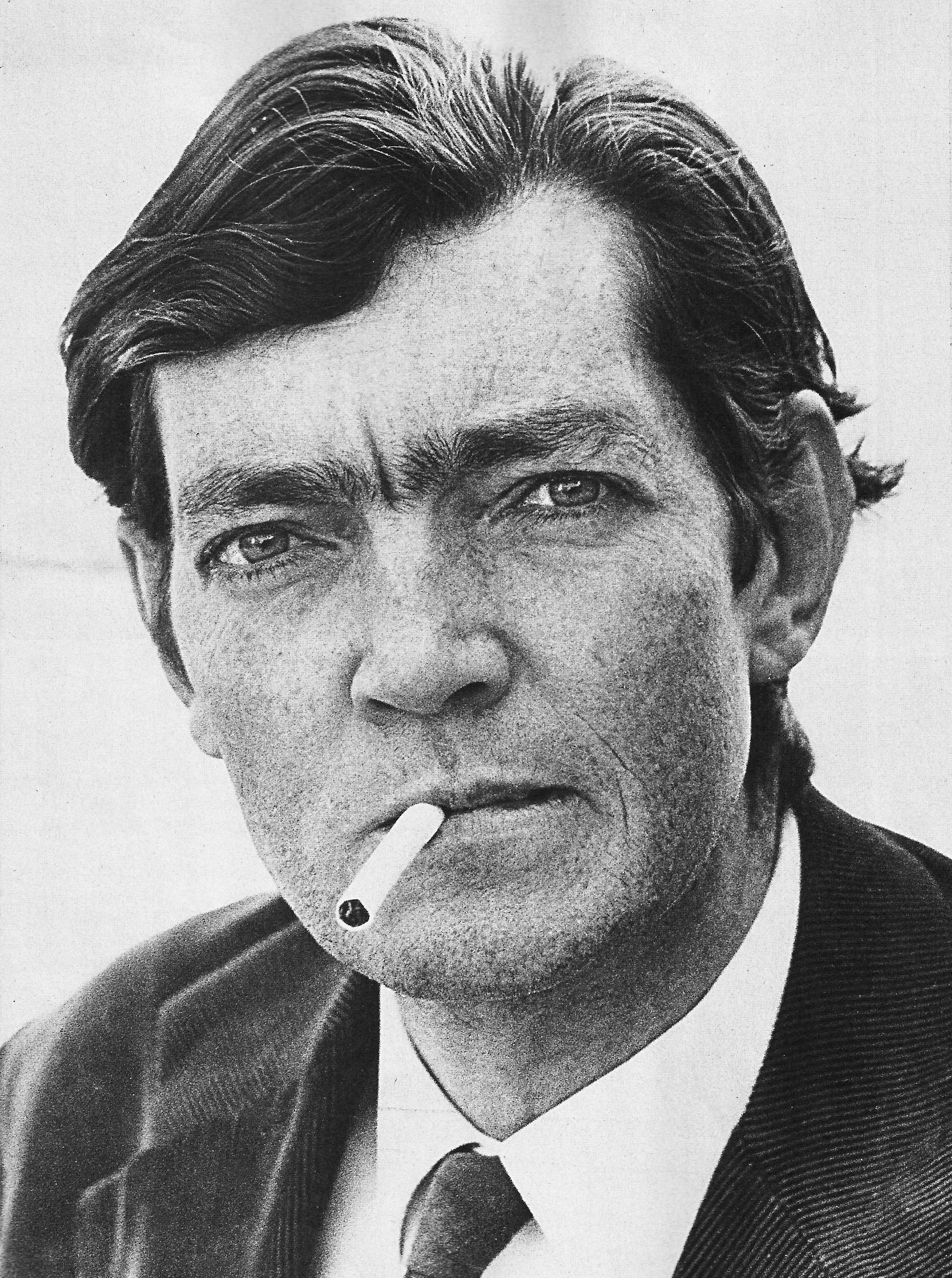
胡利奥·科塔萨尔

胡利奥·科塔萨尔（1914-1984）是阿根廷作家，生于比利时，後來随父母一起居住在瑞士，四岁舉家迁往布宜诺斯艾利斯。像爆炸时期的其他作家一样，科塔萨尔慢慢对自己国家的政治产生质疑：他公开反对胡安·多明戈·庇隆，这导致他失去在门多萨大学的教授职位，并最终流亡国外。他去了法国，在那儿渡过了大部分的职业生涯，最后在1981年成为法国公民。像加西亚·马尔克斯一样，科塔萨尔公开支持古巴菲德尔·卡斯特罗政府，还有智利左派总统萨尔瓦多·阿连德以及其他左翼运动，比如尼加拉瓜的桑地诺民族解放阵线。卒於巴黎。
科塔萨尔受到博尔赫斯和埃德加·爱伦·坡的影响。他可能是最具彻底实验性的爆炸时期作家。高度实验性的《跳房子》（1963）是他最重要的作品，也使他獲得國際承认。这部小说有155章，其中99章讀者“可以放弃阅读”，整部小说按照读者的喜好，能有多种阅读顺序。其他作品有：短篇小说集《角斗士》（1951）、《决胜局》（1956）、《神秘武器》（1959）、《万火归一》（1966）。还有长篇小说《中奖彩票》（1960）和《在八十个世界中环游一天》（1967），以及难以归类的《克罗诺皮奥与法玛的故事》（1962）。

### 富恩特斯

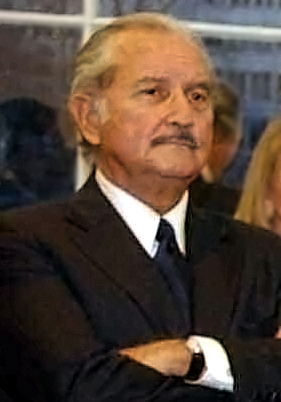
卡洛斯·富恩特斯

卡洛斯·富恩特斯（1928-2012）是墨西哥小說家，出身外交官家庭，1950年代开始发表作品。他曾在布宜诺斯艾利斯、基多、蒙得维的亚、里约热内卢、华盛顿特区等城市居住。他在美国體驗美國人对墨西哥人的歧视，使他更親近並审视墨西哥文化。他的小说《阿尔特米奥‧克鲁兹之死》  （1962）描写了一名前墨西哥革命者临终前的生活，使用了革新性的叙事手法。其他的重要作品有《最明净的地区》（1959）、《奥拉》（1962）、《我们的土地》（1975）、以及后爆炸时期的《烽火异乡情》（1985）。
富恩特斯在这一时期不仅写了许多重要的小说，还是一名批评家和政论作家。1955年富恩特斯和埃曼纽尔·卡巴罗创办了《墨西哥文学杂志》，该杂志向拉美人介绍欧洲现代主义者的作品以及让-保罗·萨特和阿尔贝·加缪的思想。1969年，他出版了重要的评论作品──《美洲西班牙语小说》。富恩特斯在哥伦比亚大学（1978）和哈佛（1987）担任拉美文学教授。曾说：“所谓的文学爆炸，实际上是四百年来拉美文学达到了紧要关口之结果，在这关口小说成为总结过往教训的方式。”

### 加西亚·马尔克斯

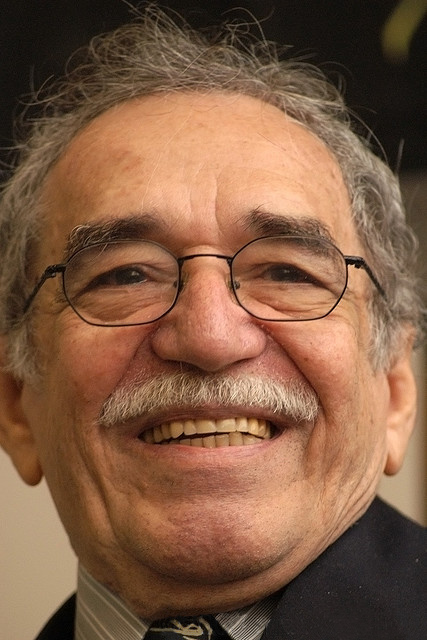
加夫列尔·加西亚·马尔克斯

哥倫比亞的加夫列尔·加西亚·马尔克斯（1927-2014）无疑是最具国际声望的爆炸时期作家。最初是一名记者，曾写过许多广受称赞的纪实作品和短篇小说；最早发表的作品是1940年代刊载于波哥大的《旁观者》报的短篇小说。
知名的作品有长篇小说《百年孤独》（1967）、《獨裁者的秋天》（1975）；中篇小说《没有人写信给上校》（1962）、以及后爆炸时期的《霍乱时期的爱情》（1985）。他在评论界赢得了大声的喝彩，作品也大量出版，特别是在文学界引入了魔幻现实主义的写作方法。他的实验多少使用现实主义的传统技法。他認為“最可怕、最不寻常的事是以一种冷峻的叙述表达的。”一个经常被提及的例子是《百年孤独》中的一个角色在晾晒衣物时身体和灵魂飘向天国的过程。加西亚·马尔克斯现在被誉为20世纪重要的作家，在1982年获得诺贝尔文学奖。

### 巴尔加斯·略萨

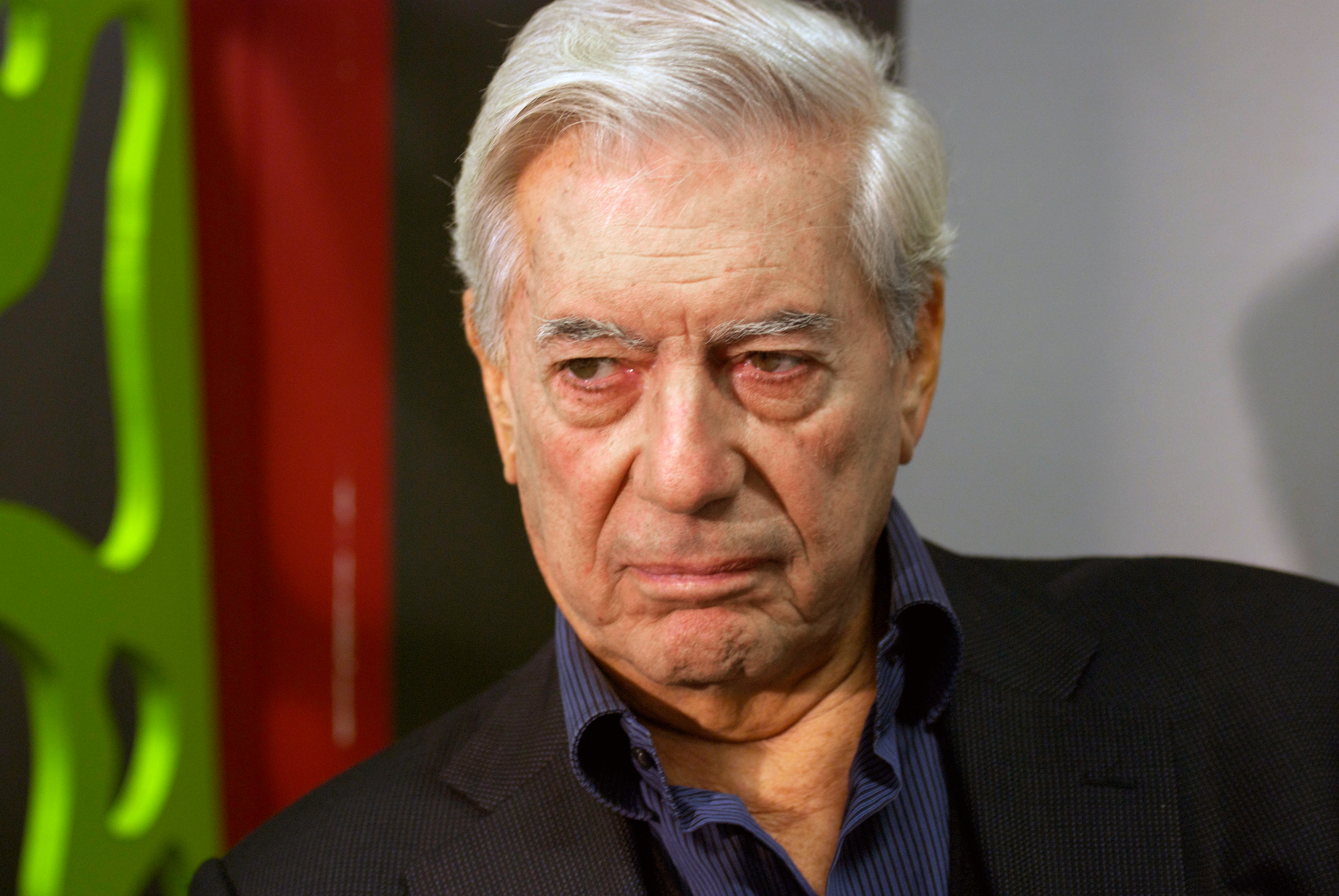
马里奥·巴尔加斯·略萨

马里奥·巴尔加斯·略萨（1936-2025）是一名秘鲁小说家、剧作家、记者和文学及政治评论家。他加入了利马的国立圣马尔科斯大学，后来在西班牙获得了拉丁美洲文学博士学位。事实上他论文的主题是关于加布里埃尔·加西亚·马尔克斯。他的成名作是《城市与狗》（1963）。 这部小说集合了一个城市的各种元素，包括憎恨和暴行。
巴尔加斯·略萨还写了《绿房子》（1966）、史诗般的《酒吧长谈》（1969）、《潘上尉与劳军女郎》（1973）、以及后爆炸时期的长篇小说诸如《胡莉娅姨妈与作家》（1977）等。曾于1990年秘鲁大选中击败他的藤森谦也辞职之后，巴尔加斯·略萨于2000年回到利马，2010年获得了诺贝尔文学奖。

### 博尔赫斯

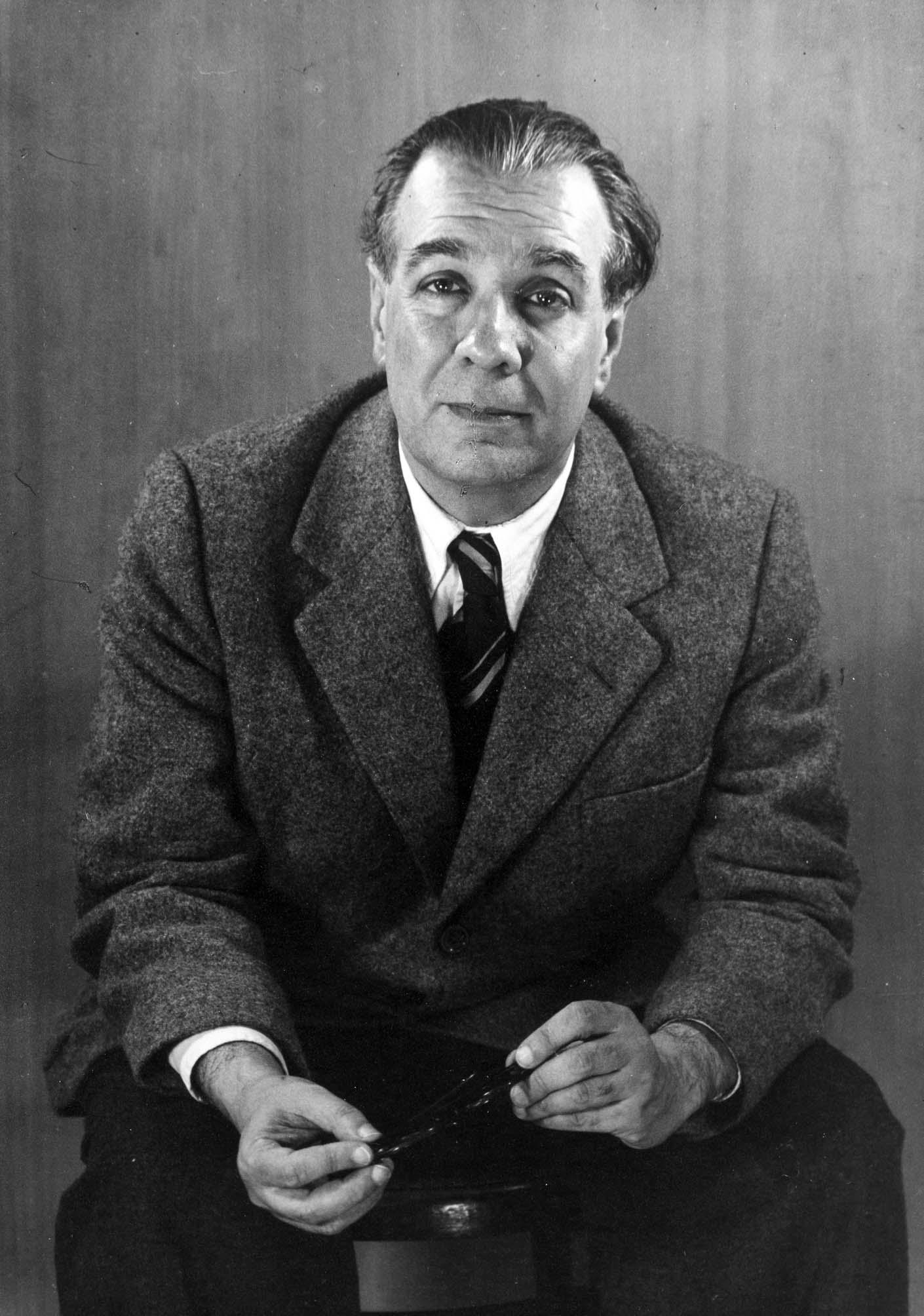
豪尔赫·路易斯·博尔赫斯

豪尔赫·路易斯·博尔赫斯（1899-1986）是阿根廷诗人、短篇小说家和散文家，最有名的作品有《恶棍列传》（1935）、《虚构集》（1944）和《阿莱夫》（1949）。他将自己的作品描述为虚构或幻想小说，让里面那些真实或虚构的人物在现实、魔幻或讽刺的情节中游走自如。

## 其他作家
其他一些作家与文学爆炸有着紧密联系。胡安·鲁尔福有两本书，一本是长篇小说，另一本是短篇集，被公认为＂后验＂的文学大师，及在社会利害、语言实验与独特风格间取得平衡的作家。巴拉圭的奥古斯托·罗亚·巴斯托斯所写的《人之子》，被一些人视作文学爆炸的第一部小说，其具有高度实验性的《我，至高无上》，被人拿來與乔伊斯的《尤利西斯》相提并论，被奉为“南美文学有史以来最受推崇的小说之一”。
阿根廷的曼努埃尔·普伊格与巴尔加斯·略萨一样，也是Seix-Barral出版世界的一位重要人物。何塞·多诺索是一名智利作家，在爆炸时期和后爆炸时期都有作品问世。在《文学爆炸亲历记》中，多诺索提到许多其他与文学爆炸相关的作家，比如巴西的若热·亚马多、委内瑞拉的萨尔瓦多·加门迪亚、阿德里亚诺·冈萨雷斯·莱昂，以及阿根廷的大卫·比尼亚斯。

## 爆炸小说的出版
出版业在文学爆炸的来临中起到了至关重要的作用。哈瓦那、墨西哥城、布宜诺斯艾利斯、蒙得维的亚、亚松森和圣地亚哥各大出版社出版大部分的爆炸小说，这些城市成为文化革新的强大中心。
- 智利圣地亚哥是“孤独一代”评论文章的地盘，老一代的本哈明·苏贝尔卡绍克斯、爱德华多·巴里奥斯、马塔·布鲁内特、曼努埃尔·罗哈斯平静地被何塞·多诺索所取代。其他作家如恩里克·拉夫卡特，在母國擁有很多读者。
- 古巴是颇具活力的文化中心，先后诞生了“起源”社团以及“星期一革命”。[46]
- 在哥伦比亚，卡瓦列罗·卡尔德隆的田园小说已经不时兴，取而代之的是加西亚·马尔克斯和之后的阿尔瓦雷斯·加赖萨瓦尔。[46]
- 墨西哥的一些作家保持了使用浓重方言写作的传统，不同写作流派并存，从耶内斯到赛恩斯，代表作家有路易斯·斯波塔或塞尔希奥·费尔南德斯，前者通俗、后者優雅，他们在墨西哥比国外更有名。[25]

值得注意的是，这一时期爆炸小说也有在巴塞罗那出版，反映出西班牙出版社对使用西班牙语的美洲市场產生相當大的兴趣。无论如何，正如亚里杭德罗·埃雷罗-奥莱索拉所说，出版这些书所带来的收益，推动了西班牙的经济发展，虽然这些书要遭到佛朗哥的检查员的审查与删节。Seix Barral出版的书包括马里奥·巴尔加斯·略萨的《城市与狗》（1963）和《潘上尉与劳军女郎》（1973）、以及曼努埃尔·普伊格的《丽塔·海华斯的背叛》（1971）。“在西班牙（和别的地方）推广拉丁美洲文学”的一个关键人物是“超级代理商”卡门·巴尔塞尔斯，巴尔加斯·略萨称其为“拉美小说的胖妈妈”。
在西班牙語世界之外，翻译也在文學爆炸的成功扮演重要角色，使作家有更广泛的读者群。

## 批评
一种对文学爆炸普遍的批评是认为它太过实验性、精英化而脫離一般民眾的視角。Philip Swanson在關於何塞·多諾索与文学爆炸决裂的著作裡則批評“新小说”（即爆炸小说）原先顛覆傳統的書寫模式已演變成另一種陳規窠臼。文學爆炸也常被批評過份強調男性的作用：所有代表人物都是男性、爆炸小说作者对女性角色的处理手法都突顯这个現象。评论家们也經常批评爆炸小说過度強調历史和幻想，一些人认为它對政治的批評已經严重脱离了拉丁美洲實際的局势。

## 影响
文学爆炸直接改变全世界对拉美文化的看法。作家的商业成功使他们在拉美几乎像摇滚明星那样广受欢迎。另外，文学爆炸为新的拉美作家打开通往国家文学界的大门。文学爆炸全球影响的一个证据是“全世界新兴作家”都将富恩特斯、马尔克斯或略萨这样的作家看作他们的导师。

### 後爆炸運動
到了1980年代，谈论后爆炸时期的作家已变得很普遍，他们中大多数出生在1940年代、1950年代和1960年代。后爆炸时期与爆炸时期的界线很难清楚划分，因为許多后爆炸时期作家在文学爆炸末期就已經很活跃。当然，有些作家，比如何塞·多诺索被认为同时参与了这两场文学运动。其小说《淫秽的夜鸟》（1970），如菲力普·斯旺森所言，被视作“文学爆炸的经典作品之一”。然而，后来的作品更多带有后爆炸时期的色彩。曼努埃尔·普伊格和赛维罗·萨都伊的作品则被认为反映了爆炸时期到后爆炸时期的过渡。值得注意的是这种划界的困难，将会永远存在，实际上那些爆炸时期的主要作家（富恩特斯、加西亚·马尔克斯和巴尔加斯·略萨）在爆炸时期结束后，持续有优秀作品诞生。后爆炸时期的文学与爆炸时期截然不同，最显著的区别是女性作家（如伊莎贝尔·阿连德、路易莎·巴伦苏埃拉和艾琳娜·波尼亚托沃斯卡）的参与。巴伦苏埃拉和波尼亚托沃斯卡在爆炸时期就已是活跃的作家，阿连德则被认为是“文学爆炸的产物”。肖还将安东尼奥·斯卡尔梅达、罗萨里奥·费雷以及古斯托维·赛恩斯看作后爆炸作家。后爆炸时期的作家向爆炸时期那种明显的精英主义挑战，使用一种更朴实易懂的风格, 並且回归现实主义。